# Mi sposo a Natale
Mi sposo a Natale è un film televisivo del 2006, diretto da Michael Zinberg.

## Trama
Il giorno di Natale, Emily e Ben si incontrano e si innamorano. Quasi due anni dopo i due decidono si sposarsi proprio il giorno di Natale. Più il grande giorno si avvicina e più una serie di inconvenienti sembra minacciare la felicità dei due giovani.